# گابریلا اسپانیس
گابریلا اسپانیس (انگلیسی: Gabriela Spanic؛ زادهٔ ۱۰ دسامبر ۱۹۷۳) هنرپیشه و خواننده اهل مکزیک است. وی از سال ۱۹۹۱ میلادی تاکنون مشغول فعالیت بوده‌است.
وی به دلیل بازی در مجموعه‌های تلویزیونی و تله‌نوولا شناخته میشود.